# Middenrijns voetbalkampioenschap
Het Middenrijns voetbalkampioenschap was van 1928 tot 1933 een van de regionale voetbalcompetities van de West-Duitse voetbalbond.
In 1933 werden alle competities van de West-Duitse voetbalbond ontbonden door de NSDAP.

## Erelijst
- 1929 FV 1911 Neuendorf
- 1930 FV 1911 Neuendorf
- 1931 FV 1911 Neuendorf
- 1932 FV 1911 Neuendorf
- 1933 FC Fortuna Kottenheim